# São Gonçalo do Pará
São Gonçalo do Pará is een gemeente in de Braziliaanse deelstaat Minas Gerais. De gemeente telt 11.246 inwoners (schatting 2009).

## Aangrenzende gemeenten
De gemeente grenst aan Carmo do Cajuru, Conceição do Pará, Divinópolis, Igaratinga en Nova Serrana.